# 淋溪河白族乡
淋溪河乡，是中华人民共和国湖南省张家界市桑植县下辖的一个乡镇级行政单位。

## 行政区划
淋溪河乡下辖以下地区：
棕树峪村、淋溪源村、张家铺村、田坪村、夹河村、四围村、田湾村、尖丰山村、马安会村、大洞溪村和卢塘湾村。